# Francesco Ciampi
Francesco Ciampi (Pisa, 1690 – Roma, ...) è stato un compositore e violinista italiano.
Della vita di Ciampi si conosce poco. Si sa che prestò servizio come violinista e maestro di cappella alla corte del duca di Massa Alderamo Cybo-Malaspina. Il 3 luglio 1719 diventò membro dell'Accademia Filarmonica di Bologna. Nel 1735 si recò a Roma, dove diventò maestro di cappella della Chiesa Sant'Angelo Custode. Dopo il 1764 si perdono le sue notizie.

## Opere
Sono note 10 opere di Ciampi. L'anno e la città si riferiscono alla prima rappresentazione.
- Sofonisba (libretto di G. M. Tommasi, 1715, Livorno)
- Tamerlano (1716, Massa)
- Timocrate (1716, Massa)
- Teuzzone (libretto di Apostolo Zeno, 1717, Massa)
- L'amante ravveduto (intermezzo pastorale per musica, libretto di A. Zaniboni, 1725, Bologna)
- Ciro (libretto di Pietro Pariati, 1726, Milano)
- Lucio Vero (1726, Mantova)
- Zenobia (1726, Mantova)
- Onorio (1729, Venezia)
- Demofoonte (libretto di Pietro Metastasio, 1735, Roma)